# Koen Van Damme
Koen Van Damme (29 april 1987) is een voormalig Belgisch gymnast.

## Levensloop
Van Damme was gespecialiseerd in de individuele meerkamp en was als topsporter aangesloten bij het leger.
Sinds 1 maart 2014 is Van Damme actief als trainer.

## Palmares
| Wedstrijd              | Paard met bogen   | Ringen            | Rekstok           | Brug            | Individuele meerkamp     |
| ---------------------- | ----------------- | ----------------- | ----------------- | --------------- | ------------------------ |
| EK Milaan 2009         | 13e - 14.725 ptn. | 69e - 12.550 ptn. |                   |                 |                          |
| World Cup Cottbus      |                   | 7e - 13.850 ptn.  |                   |                 |                          |
| OS Peking              |                   |                   |                   |                 | 43e plaats - 84.625 ptn. |
| World Cup Moskou 2008  | 22e - 13.375 pnt. | 10e - 15.250 pnt. |                   | 12e 14.800 pnt. |                          |
| World Cup Tianjin 2008 | 7e - 14.500 pnt.  | 7e - 15.350 pnt.  |                   |                 |                          |
| EK Lausanne 2008       | 27e - 14.400 pnt. | 29e - 14.325 pnt. | 93e - 11.325 pnt. | 73e - 13.300 pn |                          |
| World Cup Cottbus 2008 | 11e - 14.850 pnt. | 14e - 14.800 pnt. |                   |                 |                          |
| World Cup Doha 2008    | 12e - 14.975 pnt. | 14e - 14.975 pnt. | 25e - 12.275 pnt. |                 |                          |
| WK Stuttgart 2007      |                   |                   |                   |                 | 86.725 pnt.              |